# Walther Brecht (Literaturwissenschaftler)
Karl Walther Brecht (* 31. August 1876 in Berlin; † 1. Juli 1950 in München) war ein deutscher Germanist und Literarhistoriker.

## Leben
Brecht wurde 1876 als Sohn des Augenarztes und Sanitätsrats Heinrich Brecht und dessen Ehefrau Caroline (geb. Gusserow) in Berlin geboren. Er besuchte von 1883 bis 1886 das Königliche Wilhelmsgymnasium in Berlin und von 1886 bis 1887 das Königliche Gymnasium in Quedlinburg, anschließend bis 1893 das Gymnasium zum Grauen Kloster in Berlin. Danach besuchte er das Königliche Gymnasium zu Plön, wo er 1896 sein Abitur ablegte.
Von 1896 bis 1901 studierte er in Freiburg, Bonn, Göttingen und
Berlin deutsche Philologie, Philosophie, Geschichte, Kunstgeschichte und Geographie.
Er promovierte 1903 mit einer Dissertation zu den Verfassern der Epistolae obscurorum virorum bei Gustav Roethe an der Universität Göttingen, wo er sich 1906 mit einer Schrift über Ulrich von Liechtenstein auch habilitierte.
Ab 1910 war er Professor für die gesamte deutsche Philologie an die Königlichen Akademie zu Posen, ab 1913 als Nachfolger von Jakob Minor Professor für Deutsche Sprache und Literatur an der Universität Wien berufen, ab 1926 Professor für Deutsche Sprache und Literatur an die Universität Breslau.
Von 1927 bis 1937 lehrte er als Nachfolger von Franz Muncker als Professor für neuere deutsche Literaturgeschichte an der Universität München. Am 1. Juli 1937 wurde er wegen seiner nichtarischen Ehefrau zwangsweise emeritiert. Nach Kriegsende erfolgte am 1. August 1946 „zur Wiedergutmachung“ seine Wiedereinsetzung ins Amt, gleichzeitig wurde er  regulär in den Ruhestand versetzt.
Karl Walther Brecht starb am 1. Juli 1950 im Alter von 73 Jahren in München.

## Familie
In erster Ehe war Brecht ab 1907 mit Adelheid von der Koenen (1874–1911) verheiratet. Früh verwitwet, heiratete er 1913 Erika Leo (1887–1949), die älteste Tochter des Philologen Friedrich Leo, sie hatten drei Kinder. Seine Schwiegermutter Cécile Leo (geb. Hensel) entstammte der weitverzweigten Familie der Philosophen Moses Mendelssohn. Aus seiner zweiten Ehe ging 1914 in Wien der Sohn Friedrich hervor, der Anfang August 1945 starb.

## Ehrungen
zu Lebzeiten
- 1928: Ernennung zum Geheimen Regierungsrat
- 1932: Goethe-Medaille des Freien Deutschen Hochstifts, Frankfurt am Main

posthum
- Benennung der Walter-Brecht-Straße in München-Pasing nach ihm

## Mitgliedschaften in Vereinen und Gesellschaften
- Schwäbischer Schillerverein bzw. Deutsche Schillergesellschaft Marbach
- Deutsche Gesellschaft für die Provinz Posen (Vorsitzender der phil. Abteilung)
- Germanisten-Verband in Österreich (Vorsitzender)
- Deutsch-schwedische Gesellschaft „Svea“ in Wien (Ehrenmitglied)
- Schlesische Gesellschaft für vaterländische Kultur Breslau (1926)
- Goethe-Gesellschaft München (1928)(1. Vorsitzender)
- Kulturbeirat der Deutschen Stunde in Bayern (1929)
- Schillerstiftung München (Vorstandsmitglied)

## Mitgliedschaften in Akademien
- Kaiserliche Akademie der Wissenschaften
  - 1916: korrespondierendes Mitglied
  - 1919: wirkliches Mitglied
  - 1926: korrespondierendes Mitglied im Ausland
  - 1936 bis 1940 (Austritt): wirkliches Mitglied
- Akademie zur Wissenschaftlichen Erforschung und zur Pflege des Deutschtums („Deutsche Akademie“)
- Bayerische Akademie der Wissenschaften

## Schriften (Auswahl)
- Die Verfasser der Epistolae obscurorum virorum. Straßburg 1904.
- Heinse und der ästhetische Immoralismus. Zur Geschichte der italienischen Renaissance in Deutschland. Nebst Mitteilungen aus Heinses Nachlass. Berlin 1911.
- Deutsche Kriegslieder sonst und jetzt. Berlin 1915.
- Conrad Ferdinand Meyer und das Kunstwerk seiner Gedichtsammlung. Wien 1918.